# Scipio Africanus
Publius Cornelius Scipio Africanus (236 př. n. l. – 183 př. n. l.), případně také Scipio Africanus starší, byl římským politikem a vojevůdcem v době druhé punské války, v níž dosáhl nesmrtelné slávy jako vítěz nad Hannibalem. Za to mu bylo uděleno přízvisko Africanus, často byl také nazýván římský Hannibal. Díky svým schopnostem vstoupil do historie jako jeden z největších vojevůdců starověku.

## Život

### Mládí a počátky vojenské služby
Scipio se narodil v Římě v roce 236 př. n. l. jako člen rodu Corneliů. Mnoho jeho předků zastávalo konzulský úřad, přičemž jeho praděd Lucius Cornelius Scipio Barbatus byl v roce 280 př. n. l. dokonce zvolen cenzorem. Corneliové náleželi mezi šest nejváženějších římských patricijských rodů – ostatními byli Manliové, Fabiové, Aemiliové, Claudiové a Valeriové. Za života Scipiona Africana patřili Scipionové k nejprominentnějším příslušníkům rodu Corneliů. Scipio byl starším synem konzula Publia Cornelia Scipiona a jeho manželky Pomponie, která pocházela pravděpodobně z významné jezdecké rodiny. Jeho mladším bratrem byl Lucius Cornelius Scipio Asiaticus. O jeho dětství toho není příliš známo. Později během dospívání prý Scipio každodenně navštěvoval chrámy, kde se velmi náruživě a vážně oddával snění o bozích a věštění. Již v raném věku se zapojil do římského boje proti Kartágincům ve druhé punské válce. Někdy v této době měl otci složit obdobný slib, jaký dříve přijal Hannibal, v němž se zavazoval k celoživotnímu boji proti Kartágincům.

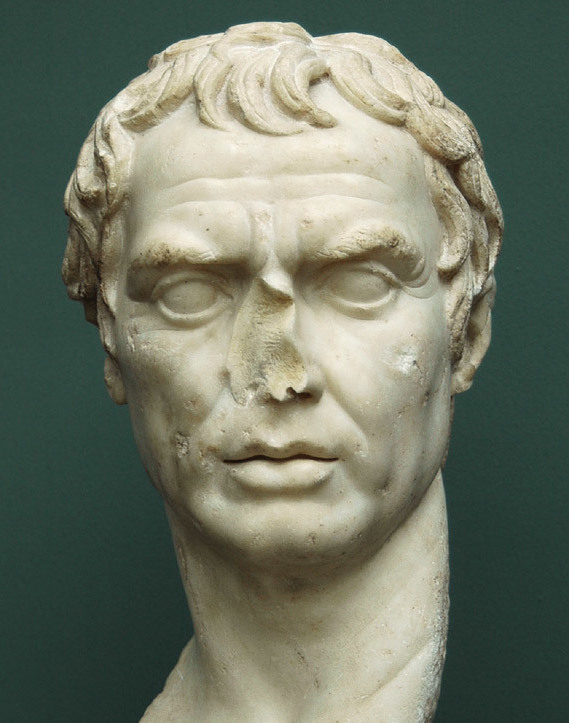
Jediný bezpečně určený portrét Scipia Africana, z jeho hrobky

 Mladý Scipio přežil strašlivé pohromy Římanů v bitvách u Ticina, u Trebie a u Kann. Podle pramenů měl ve věku osmnácti let zachránit v bitvě u Ticina život svému otci. Později se Scipio oženil s dcerou konzula Lucia Aemilia Paulla, jenž byl zabit v roce 216 př. n. l. v bitvě u Kann. Navzdory všem těmto katastrofám, které Hannibal přivodil Římanům, zůstával Scipio neochvějně přesvědčen o římském vítězství. Dokladem toho je skutečnost, že když se Scipio doslechl o tom, že Lucius Caecilius Metellus je spolu s některými dalšími senátory ochoten uvažovat o kapitulaci, shromáždil své stoupence a pronikl na jejich poradu, kde čepelí svého meče přinutil každého z přítomných přísahat, že bude nadále věrně sloužit Římu. Římský senát byl téhož mínění jako Scipio a odmítl se jakkoli zabývat myšlenkou na kapitulaci, třebaže Římané utrpěli ve válce ohromné ztráty – během asi tří let padla v boji nejméně jedna pětina římské mládeže. V roce 212 př. n. l. se Scipio ucházel o úřad kurulského aedila. Pravděpodobně proto aby pomohl svému méně proslulému bratranci, který tehdy také kandidoval. Tribuni lidu ale namítali, že by k volbě neměl být připuštěn, neboť dosud nedosáhl potřebného věku – kurulští aedilové se tehdy automaticky stávali členy senátu a požadovaný věk pro vstup do senátu byl třicet let. Jejich námitky Scipio umlčel těmito slovy: „pokud mě všichni Quirité (římští občané) chtějí učinit aedilem, jsem dost starý jím být…“ Scipio, který byl tehdy už dostatečně znám pro svoji statečnost a patriotismus, byl následně zvolen všemi hlasy.

### Tažení v Hispánii

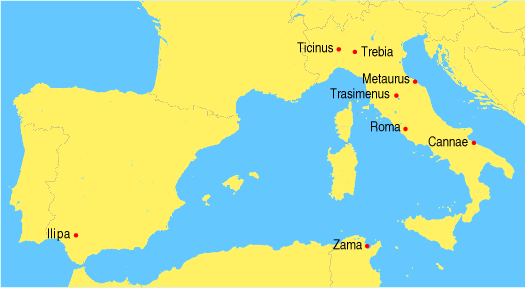
Bitvy druhé punské války

V roce 211 př. n. l. v Hispánii Hannibalův bratr Hasdrubal Barkas porazil a zabil Scipionova otce Publia Cornelia Scipiona a rovněž jeho strýce Gnaea Cornelia Scipiona. V následujícím roce se Scipio sám nabídl, že se postaví do čela nového vojska, které mělo být vysláno do Hispánie. Navzdory jeho nízkému věku učinil jeho nadšený projev a vznešený původ na Římany tak působivý dojem, že byl všemi hlasy zvolen za velitele hispánského vojska v hodnosti prokonzul (podle Liviova líčení byl však Scipio jediným uchazečem o tento riskantní post, neboť se nenašel žádný jiný kandidát, který by se odvážil vzít na sebe tak obrovskou odpovědnost v době, kdy se velení v Hispánii pokládalo za téměř jistou politickou i fyzickou sebevraždu). V roce 210 př. n. l., kdy Scipio dorazil do Španělska, se celá země jižně od řeky Ebro nacházela v moci Kartáginců. Zdejším punským vojenským silám veleli Hannibalovi bratři Hasdrubal a Mago společně s Hasdrubalem Gisgonem. Pozornost Kartáginců ovšem rozptylovaly nepokoje v severní Africe.
Scipio se vylodil u ústí Ebra, načež se mu překvapivým manévrem podařilo obsadit město Carthago Nova (dnešní Cartagena), hlavní oporu kartaginské moci v Hispánii. Získal tím kontrolu nad zdejšími bohatými sklady válečného materiálu a zásob a navíc vynikající přístav, z něhož mohl vést námořní operace. Scipionovo příznivé zacházení s iberskými zajatci a rukojmími pomohlo vytvořit obraz Římanů – osvoboditelů. Livius v souvislosti s tím popisuje příběh nádherné domorodé zajatkyně, kterou mu věnovali jeho vojáci jako válečnou kořist. Scipio naplněný úžasem nad její krásou však zjistil, že tato žena byla zasnoubena s jedním keltiberským náčelníkem jménem Allucius. Scipio mu proto poslal jeho snoubenku i s penězi, které její rodiče nabídli jako výkupné za její propuštění na svobodu, čímž se stal široko daleko známý svojí šlechetností. Nepochybně si byl vědom také skutečnosti, že prioritou senátu je válka v Itálii, kvůli čemuž nemohl příliš počítat s příchodem posil z Říma. Obklopen mnohonásobnou kartaginskou přesilou se proto snažil získat podporu lokálních iberských náčelníků, kteří mohli vlastními válečníky doplnit jeho méně početnou armádu. Vděčný snoubenec oné překrásné dívky, která se záhy stala jeho manželkou, se následně rozhodl připojit na stranu Římanů.
V roce 209 př. n. l. Scipio předvedl první z mnoha svých brilantních kousků, když v bitvě u Baeculy vytlačil Hasdrubala Barku z jeho výhodného postavení při horním toku řeky Baetis (Guadalquivir). Scipio se obával, že se armády Magona a Gisgona spojí s Hasdrubalem a obklíčí jeho nepatrné vojsko. Proto neprodleně napadl jednu z nepřátelských armád s úmyslem postupně eliminovat rozdělené nepřátelské síly. Bitva byla rozhodnuta rázným úderem římské pěchoty na střed kartaginské sestavy. Římské ztráty nejsou známy, nicméně nebyly zřejmě zcela zanedbatelné, což bylo způsobeno hlavně počátečním zdoláváním vyvýšeniny bráněné kartaginskou lehkou pěchotou. Scipio poté nařídil ostatním vojákům drženým v záloze frontální útok, čímž se mu podařilo Kartágince dostat pod tlak. Hasdrubal si nevšiml Scipionovy skryté jízdy, jež pronikla do týlu nepřátelské linie a nerušeně tak dokončila oboustranný obchvat kartaginských křídel. Pod neumdlévajícím náporem římské pěchoty a jízdy nezbylo Hasdrubalovým vojákům svíraným ze tří stran než opustit bojiště. Jednalo se o vskutku působivý výkon mladého Římana ve střetu s ostříleným punským generálem, nicméně i přes vítězství nebyl Scipio schopen Hasdrubalovi zabránit v pochodu do Itálie. Mnoho historiků kritizovalo Scipiona za to, že nedokázal poraženého Hasdrubala účinně pronásledovat a dovolil mu tak, aby překročil Alpy a pronikl na Apeninský poloostrov stejně jako jeho slavnější bratr. Teprve o dva roky později porazil konzul Gaius Claudius Nero Hasdrubala v bitvě u Metauru.
Podle jedné rozšířené teorie vysvětlující Scipionův neúspěch při pronásledování Hasdrubala, prý Scipio toužil dosáhnout slávy jako dobyvatel Hispánie, avšak náročné tažení přes Pyreneje do Galie mohlo tuto jeho snahu ohrozit. Podle jiné zmařili stíhání poraženého Kartágince legionáři svoji neukázněností, jelikož se ihned po vítězství vrhli do drancování nepřátelského tábora. Nejpravděpodobnějším vysvětlením zřejmě bude Scipionova neochota podstoupit riziko sevření vlastní armády mezi Hasdrubalovo vojsko a armády ostatních kartaginských velitelů v Hispánii, které byly samy o sobě početně silnější než římská. Pouze několik dní po Hasdrubalově porážce se Mago a Gisgo společně přiblížili ke Scipionovi, což dává jasnou odpověď na otázku, co by se stalo, pokud by se Scipio vydal za ustupujícím Hasdrubalem.
Po dosažení řady vítězství nad místními iberskými kmeny uštědřil Scipio v roce 206 př. n. l. kartaginskému vojsku rozhodnou porážku v bitvě u Ilipy (nynější Alcalá del Río poblíž Sevilly). Po této bitvě byli punští velitelé nuceni Hispánii opustit. Po úspěšném završení dobytí Hispánie pojal Scipio úmysl napadnout vlastní kartaginské teritorium v severní Africe. Za tímto účelem navázal kontakty s numidskými vládci Syfakem a Massinissou, neboť Numidie byla pro Kartágo životně důležitá a její ztráta by Kartágince připravila o nezbytnou vojenskou podporu tamních kmenů. Numidie dodávala Punům své výtečné jezdectvo (jež se tolik osvědčilo během Hannibalovy invaze do Itálie) a fungovala rovněž jako ochrana Kartága před útoky kočovných kmenů z nitra afrického kontinentu. Syfax se nakonec rozhodl připojit k Punům, když mu Hasdrubal Gisgo dal za manželku svoji dceru, krásnou a urozenou Sofonisbe. Po boku svého tchána poté Syfax bojoval proti Scipionovi a Massinissovi. Ještě předtím však musel Scipio potlačit vzpouru mezi svými vojáky. V roce 206 př. n. l. zajistil římskou okupaci Hispánie dobytím města Gades (nyní Cádiz), načež složil velení a vrátil se do Říma.

### Africká kampaň

#### Sicilské přípravy, porážka Syfaka
V dalším roce (205 př. n. l.) byl Scipio ve věku jednatřiceti let jednomyslně zvolen konzulem. V této době byl již Hannibal stále více svírán v jihozápadní Itálii. Scipio toužil přenést válku do Afriky, avšak političtí oponenti v římském senátu vedení Quintem Fabiem Maximem a Marcem Porciem Catonem starším žárlili na jeho úspěchy, pročež mu dovolili postoupit nejdále na Sicílii a navíc mu odmítli přidělit vojsko. Scipio, jehož sláva k němu přitahovala dobrodruhy a nadšence ze všech koutů Itálie, zde nicméně sám shromáždil a vycvičil armádu složenou výhradně z dobrovolníků a veteránů jeho předchozích bojů. Mezi těmito muži bylo mnoho těch, kteří přežili hanebnou porážku v bitvě u Kann a chovali ve svých srdcích upřímnou touhu odčinit tuto svoji potupu, jelikož podle usnesení senátu jim bylo zakázáno vstoupit až do konce války na půdu Itálie. Scipio si tak ze Sicílie vytvořil vlastní výcvikový tábor a odrazový můstek pro zamýšlenou invazi do severní Afriky. Stejně jako jeho otec a strýc i Scipio dobře poznal ničivou účinnost kartaginské a především numidské jízdy v boji proti římské pěchotě. V tomto směru byli Římané v nevýhodě také proto, že velkou část jejich jízdy tvořili spojenci pochybné loajality anebo jezdci (equites), kterým se nedostávalo odvahy a udatnosti římských legionářů. Jedna příhoda popisuje jak Scipio nutil několik stovek sicilských aristokratů sloužit v jeho jízdním oddílu. Sicilští Řekové se vehementně bránili službě cizím okupantům (Sicílie byla římskou provincií od konce první punské války) a proto důrazně protestovali. Scipio nakonec souhlasil s jejich vynětím z vojenské povinnosti, ovšem za podmínky, že budou platit koně, vybavení a náhradního jezdce. Tímto způsobem vytvořil skvěle vycvičené jádro své jízdy pro africké tažení.
Římský senát vyslal ke Scipionovi na Sicílii komisi, která zjistila, že Scipio stojí v čele skvěle vybaveného a vycvičeného vojska a flotily. Scipio tlačil na senátory, aby mu povolili vylodit se v Africe, proti tomu se ale stavělo Konzervativní křídlo v senátu. Zvláště Fabius se dosud obával Hannibala a tažení do Afriky pokládal za příliš nebezpečné ohrožení válečného úsilí. V očích mnoha senátorů Scipionovi rovněž ubližovalo jeho helénofilství a záliba v umění, přepychu a filozofii. Přenesení kultu frýžské bohyně Kybelé z Pessinuntu do Říma v roce 205 př. n. l. k zajištění božské přízně výpravě možná také nepříznivě ovlivnilo veřejné mínění proti Scipionovi. Všechno Scipionovo úsilí bylo nyní soustředěno na získání souhlasu senátu s expedicí do Afriky, přitom po senátu nepožadoval finanční ani vojenskou podporu.
Když konečně v roce 204 př. n. l. Scipio obdržel svolení senátu, ihned nalodil svoji armádu a po krátké plavbě přistál poblíž Uticy. Kartágo si mezitím zajistilo spojenectví Syfaka, jehož postup přinutil Scipiona upustit od obléhání Uticy a opevnit se na pobřeží mezi tímto městem a Kartágem. V následujícím roce Scipio zničil spojené vojsko Kartáginců a Numiďanů, když během jedné noci provedl nečekaný útok, během něhož byl zapálen nepřátelský tábor. Nepřátelé přitom propadli panice, načež se vydali na zmatený ústup, během něhož byli pobiti Římany. Třebaže k bitvě vlastně vůbec nedošlo, jak Polybios tak Livius shodně odhadují, že tomuto nočnímu přepadu padlo za oběť více než 40 000 Kartáginců a Numiďanů a mnoho dalších bylo zajato. Historikové jsou v hodnocení tohoto přepadu poměrně rozpolcení. Polybios tvrdil, že ze všech skvělých činů vykonaných Scipionem se tento zdá být nejoslnivější a nejodvážnější. Existují ale i zcela opačné názory, podle kterých byl tento útok zbabělým činem, za nějž si Scipio nezaslouží nejmenší pochvalu, přestože pak mohl nerušeně pokračovat v dobývání Uticy, jelikož Syfax byl v důsledku této porážky definitivně vyřazen z bojů. Ovšem nelze zapomínat na to, že taktéž Hannibal přichystal svým soupeřům řadu podobných nástrah a léček. Scipio následně vyslal své dva nejbližší podřízené Gaia Laelia a Massinissu ke stíhání prchajícího Syfaka. Ten byl následně zbaven moci, čímž se otevřela cesta ke korunovaci Massinissy králem celé Numidie. Kartáginci a především sám Hannibal po velmi dlouhou dobu spoléhali na vynikající numidské jezdce, ti však měli od tohoto okamžiku setrvat věrně na straně Římanů.

#### Válka s Hannibalem – rozhodnutí u Zamy

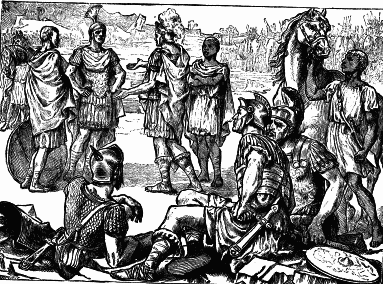
Setkání Hannibala a Scipiona před bitvou u Zamy

Kartágo opuštěné dosavadními spojenci se nyní ocitlo v obležení neohroženého a neporaženého vojska, podle některých názorů nejlepšího jaké kdy Římané postavili do pole. V této beznadějné situaci se Punové rozhodli zahájit vyjednávání o míru. Zároveň Hannibal byl vyzván k návratu z Itálie do Kartága. Navzdory Scipionovým mírným požadavkům předloženým Kartágincům, Punové náhle přerušili jednání a obnovili válečné přípravy. Předmětem mnoha diskuzí dosud zůstává otázka kvality Hannibalovy navrátivší se armády. Podle příznivců Hannibala se jeho vojsko skládalo převážně z Italiků, přičemž většina jeho elitních veteránů (včetně jízdy) již padla. Naproti tomu zastánci Scipiona inklinují spíše k mínění, že počet Hannibalových veteránů byl stále velmi významný. Každopádně po příchodu z Itálie a posílení v Kartágu disponoval Hannibal 58 000 pěšáky, 6 000 jezdci a asi 80 válečnými slony, ve srovnání se Scipionovými 34 000 pěšáky a téměř 9 000 jezdci. Oba vojevůdci na sebe narazili 19. října 202 př. n. l. u Zamy asi 150 kilometrů jihozápadně od Kartága. I přes vzájemný obdiv velitelů skončilo krátké osobní vyjednávání nezdarem hlavně z důvodu nedůvěry Římanů, která byla důsledkem zákeřného kartaginského útoku na Saguntum.
Hannibal uspořádal svoji pěchotu do tří řad přesahujících svojí délkou římskou linii. Jeho taktika, spoléhající se mnohokrát v minulosti na různé úskoky a lsti, byla v tomto boji poměrně prostá: váleční sloni měli nejprve podniknout masivní útok, který by vytvořil nebezpečné trhliny v římských řadách, do nichž pak měla vést své útoky kartaginská pěchota a jízda. Na druhé straně Scipio zavrhl klasické šachovnicové rozmístění římského vojska a místo toho uspořádal manipuly v přerušované linii za sebe. Vzniklé mezery vyplnil vpředu lehkooděnci (velites), kteří se po zahájení bitvy stáhli. Tím jednak srovnal délku své linie s kartaginskou a zároveň tak přichystal past válečným slonům. Když Kartáginci zaútočili, prošli mnozí sloni v chytře zamaskovaných mezerách mezi manipuly. Ještě předtím byla navíc velká část slonů vyplašena strašlivým rámusem způsobeným římskými trubači a údery legionářů zbraněmi do svých štítů. Chaos mezi válečnými slony dovršily obratně vrhané římské oštěpy. Mnozí sloni byli v důsledku toho tak poděšeni a zmateni, že se obrátili zpět a zadupali vlastní vojáky. V tomto okamžiku zahájili svůj útok Massinissovi Numiďané na pravém a Laeliova italská jízda na levém křídle Římanů. Oběma se podařilo rychle přemoci své kartaginské protivníky, načež se pustili do pronásledování poražené punské jízdy. V téže chvíli se na sebe vrhla také pěchota Kartáginců a Římanů. V nastalém krutém a nelítostném boji získávala jedna i druhá strana střídavě navrch. Prvotní nápor Římanů sice kartaginští žoldnéři dokázali na chvíli zastavit, pak však začala vítězit římská ukázněnost a disciplína, jež přiměly žoldnéře k pozvolnému ústupu. V tomto momentě Hannibal vyslal do bitevní vřavy svoji druhou řadu, aby se pokusila zbrzdit ústup. Avšak ani pravidelnému kartaginskému vojsku se nepodařilo utlumit zuřivý útok Římanů. Nakonec vrhl Hannibal proti už značně unaveným legionářům svoje veterány. Závěrečný rozhořčený boj, v němž pozvolna nabývaly převahu odpočaté kartaginské zálohy, byl rozhodnut návratem římského jezdectva, které napadlo týl Hannibalovy armády a dokonalo tak to, co je mnohými historiky nazýváno „římské Cannae“.
Většina římských senátorů, obzvláště Cato starší, po tomto vítězství očekávala, že Scipio ukončí svoje úspěšné tažení rozbořením Kartága. Avšak Scipio stanovil poraženým Punům relativně mírné podmínky v porovnání s tím, co požadoval římský senát. Scipio také nikterak nebránil tomu, aby se Hannibal stal politickým vůdcem Kartága, kterýžto vedlejší důsledek Scipionovy zdrženlivosti mu Cato nikdy neodpustil. Přes své celkem mírné zacházení vůči Kartágincům nebral Scipio nijak ohled na římské a italské dezertéry: Italové byli setnuti a Římané ukřižováni.

### Návrat do Říma
Málokterému synovi Říma se dostalo po jeho návratu do vlasti takových poct jako Scipionovi. Byl mu přiznán zasloužený triumf a čestné přízvisko Africanus. Mnoho dalších vyznamenání, která mu Senát a lid římský chtěly udělit, odmítl. V roce 199 př. n. l. byl Africanus zvolen cenzorem. V několika dalších letech vedl klidný život a nijak se nepodílel na veřejných záležitostech. V roce 193 př. n. l. byl senátem vyslán do Afriky jako člen komise, jež měla urovnat spor mezi Massinissou a Kartáginci, čehož se ale nepodařilo dosáhnout. Možná se tak stalo proto, že Hannibal tehdy pomáhal římskému nepříteli, seleukovskému králi Antiochovi III. Existovala tudíž obava, aby se nepokusil získat Kartágince ke spojenectví se Seleukovci a k novému útoku do Itálie. V roce 192 př. n. l. vyhlásili Římané Antiochovi III. válku. Africanus nabídl, že bude doprovázet svého bratra Lucia Cornelia Scipiona, pokud senát svěří Luciovi vrchní velení. Bratři pak v témže roce společně ukončili tento konflikt rozhodným vítězstvím v bitvě u Magnésie.

### Odchod do ústraní
Africanovi političtí soupeři vedení Catonem starším získali v této době v senátu převahu. Když se vítězní Scipionové vrátili do Říma, pohnali tribunové lidu Lucia před soud kvůli obvinění ze zpronevěry zlata vybraného od Antiocha v rámci válečných reparací. Když měl Lucius předložit listiny týkající se výdajů během tažení, Africanus mu je vyrval z rukou, roztrhal na malé kousky a pohodil na podlahu v budově senátu. Africanus se poté soudu údajně zeptal, proč projevuje takovou starost o zjištění, jak bylo utraceno 3000 talentů a přitom se nijak nezajímá o to, jakým způsobem ve státní pokladně přibylo 15 000 talentů (tribut, který Antiochos zaplatil Římu poté, co byl poražen Luciem). Tento svévolný čin zahanbil žalobce a stíhání Lucia bylo zastaveno. Nicméně po Africanově smrti bylo řízení proti Luciovi obnoveno a přemožitel Antiocha byl nakonec uznán vinným. Sám Africanus byl někdy kolem roku 185 př. n. l. obviněn z přijetí úplatku od seleukovského krále. Prostí Římané však nezapomněli na legendárního vítěze od Zamy. Velký shluk lidu jej při příležitosti výročí vítězství doprovodil na Kapitol, kde Římané poděkovali bohům za Africana a prosili je, aby dali Římu více takových občanů. Navzdory široké veřejné podpoře se objevilo ještě několik pokusů přivést Africana před soud, avšak tyto snahy byly zmařeny jeho zetěm Tiberiem Semproniem Gracchem. Africanus se poté uchýlil na své venkovské sídlo v Liternu na pobřeží Kampánie, kde strávil zbytek svého života. Tehdy se zachoval velmi velkoryse vůči Hannibalovi, když se pokoušel zabránit zkáze svého velikého nepřítele. Žil zde v obklopení své manželky, dětí, mnoha sluhů a několika veteránů, které zaměstnával na svém statku. Obecně se soudí, že zde Africanus udržoval příležitostné homosexuální styky. V roce 183 př. n. l. za podivných okolností ve věku padesáti tří let zemřel.

## Příbuzenské vazby a potomstvo
Se svojí ženou Aemilií Paullou (také nazývanou Aemilia Tertia), dcerou konzula Lucia Aemilia Paulla a sestrou konzula Lucia Aemilia Paulla Macedonica, měl vcelku šťastné manželství. Aemilia Paulla se těšila na římskou matrónu nezvyklé volnosti a bohatství a stala se tak vzorem pro vystupování tehdejší generace římských žen, stejně jako její nejmladší dcera Cornelia Africana, matka Gracchů, která určovala chování Římanek v období pozdní republiky. Scipio však údajně nacházel zálibu v krásných mladých lidech – mužích i ženách – alespoň to tvrdí pozdější historici. V době Scipionovy smrti byli naživu dva jeho synové a dvě dcery. Oba synové vykonávali úřad praetora, avšak tím jejich kariéra dosáhla vrcholu, neboť zemřeli svobodní a bezdětní v poměrně brzkém věku. Starší syn a nástupce Publius přesto ještě před svou smrtí stihl adoptovat svého bratrance z rodu Aemiliů Paullů, který pak přijal jméno Publius Cornelius Scipio Aemilianus. Tato adopce musela být realizována někdy krátce před bitvou u Pydny v roce 168 př. n. l.
Ze Scipionových dcer byla starší Cornelia provdána za svého druhého bratrance Publia Cornelia Scipiona Nasicu Corcula (vnuk Africanova strýce Gnaea Cornelia Scipiona Calva). Ten dosáhl mnoha vysokých úřadů, jež kdysi zastával jeho tchán a byl znám pro svůj zapřisáhlý (třebaže nakonec marný) odpor vůči Catonovi staršímu v otázce zničení Kartága. Pouze jediný jeho syn se dožil dospělosti. Mladší Africanova dcera se stala velmi slavnou postavou: Cornelia Africana, mladá manželka o dvacet let staršího Tiberia Sempronia Graccha, dvojnásobného konzula a cenzora, byla matkou celkem dvanácti dětí, z nichž se dospělého věku dožila pouze jedna dcera a dva synové – Tiberius Gracchus a Gaius Gracchus. Všechny tyto přeživší potomky stihl zlý osud. Bratři Gracchové zemřeli velmi mladí, první byl zavražděn, zatímco druhý byl přinucen spáchat sebevraždu. Dcera Sempronia byla provdána za svého bratrance z matčiny strany Scipiona Aemiliana. Tomuto páru ale nebyly dopřány vlastní děti, navíc Sempronia začala svého manžela nenávidět poté, co na veřejnosti omlouval vraždu jejího bratra Tiberia v roce 132 př. n. l. Scipionovu tajemnou smrt o tři roky později mohla mít podle některých názorů na svědomí jeho žena, ačkoli se spekuluje i o politickém pozadí celé události.
Africanův nejstarší vnuk Publius Cornelius Scipio Nasica Serapio se stal konzulem v roce 138 př. n. l. Oproti svému otci a dědovi ale zastával mnohem konzervativnější stanoviska a náležel proto k odpůrcům reformních snah Gracchů. V roce 132 př. n. l. nechvalně proslul zinscenováním vraždy vlastního bratrance Tiberia Graccha. Poté byl senátem vyslán do Asie, kde měl uniknout pomstě stoupenců zavražděného Graccha. Té však zřejmě ani tady neušel, neboť brzy po příchodu do Malé Asie za podivných okolností zemřel. Jeho syn, čtvrtý Scipio Nasica, byl dokonce ještě více konzervativní, a v roce 112 př. n. l. byl zvolen konzulem. Syn tohoto Scipiona Nasicy se stal krátce před vypuknutím marsické nebo také spojenecké války v roce 91 př. n. l. praetorem. Serapionův pravnuk (adoptovaný plebejským rodem Caecilliů Metellů) známý tudíž jako Metellus Scipio se připojil k Pompeiovi Velikému a Catonovi mladšímu během občanské války proti Juliu Caesarovi. Jak se zdá, Metellus Scipio byl poslední Scipionův potomek, který vynikal v politice a armádě. Jedna z Africanových pravnuček se v době pozdní republiky provdala za triumvira Marca Antonia. Žádný z Africanových potomků, kromě Scipiona Aemiliana – synovce jeho manželky a pozdějšího adoptivního vnuka – se nevyrovnal Africanově vojenské slávě a politické kariéře.

## Hodnocení
Scipio je mnohými pokládán za jednoho z největších římských vojevůdců a hrdinů, jelikož nikdy neprohrál v jediné bitvě. Kromě toho, že byl obratným stratégem i taktikem, disponoval také schopností inspirovat své vojáky vlastní odvahou a smělostí v boji. Scipio byl ovšem rovněž mužem velmi výjimečného intelektu, který ovládal řečtinu a dokonce v ní napsal vlastní paměti. Těšil se také pověsti uhlazeného řečníka. Ke svým politickým soupeřům se choval často nevrle a povýšeně, ale vůči ostatním byl pozoruhodně laskavý a pozorný. Jeho zájem o řeckou kulturu posiloval nepřátelství římských konzervativních kruhů vůči němu. V jejich čele stál Cato starší, který se domníval, že řecký vliv bude mít za následek zničení starých římských ctností a učiní Římany změkčilými a zženštilými. V souvislosti s tím byl Scipio také obviňován z homosexuality, pro což ostatně existuje mnoho důkazů hlavně z doby jeho pozdějšího života v ústraní. Vedle toho, že byl skvělý voják a státník, byl Scipio rovněž hluboce zbožný člověk. Často navštěvoval Jovův chrám a konal v něm oběti. Scipionovi vojáci prý věřili, že jejich velitel je miláčkem nebes, jenž rozmlouvá s bohy a vidí ve svých snech budoucnost. Je docela možné, že sám Scipio byl o tom upřímně přesvědčen. Síla této víry byla patrná ještě mnoho let po Scipionově smrti v době, kdy byl konzulem zvolen Scipio Aemilianus. Muži, kteří sloužili pod Aemilianem v Hispánii věřili, že ovládá stejnou schopnost jako jeho děd. Ohledně údajné Africanově prorocké schopnosti, Livius popisuje jen to, o čem se sám doslechl, aniž by si vytvořil vlastní názor, zatímco Polybios, který byl přítelem a současníkem Scipiona Aemiliana, o něčem takovém pochybuje, třebaže to zcela nevylučuje. Vůči sobě byl přísnější, než k vojákům a proslýchá se, že spal na rohoži jako hlídací pes, namísto na pohodlném lúžku, jež si mohl samozřejmě dovolit i na tažení.

## Obraz v zábavné literatuře
Scipio Africanus (a jeho otec stejného jména) jsou zmíněni v povídce Delenda Est z cyklu povídek Stráž času od Poula Andersona (str. 170, 171 v souborném vydání z roku 2006).
Odstraněním Scipia Africana nedojde k porážce Hannibala a Evropa se díky tomu začne vyvíjet jiným směrem. Úkolem Manse Everarda a Strážce času je tedy najít pachatele a navrátit svět do původní podoby.